# Marco Fantasia

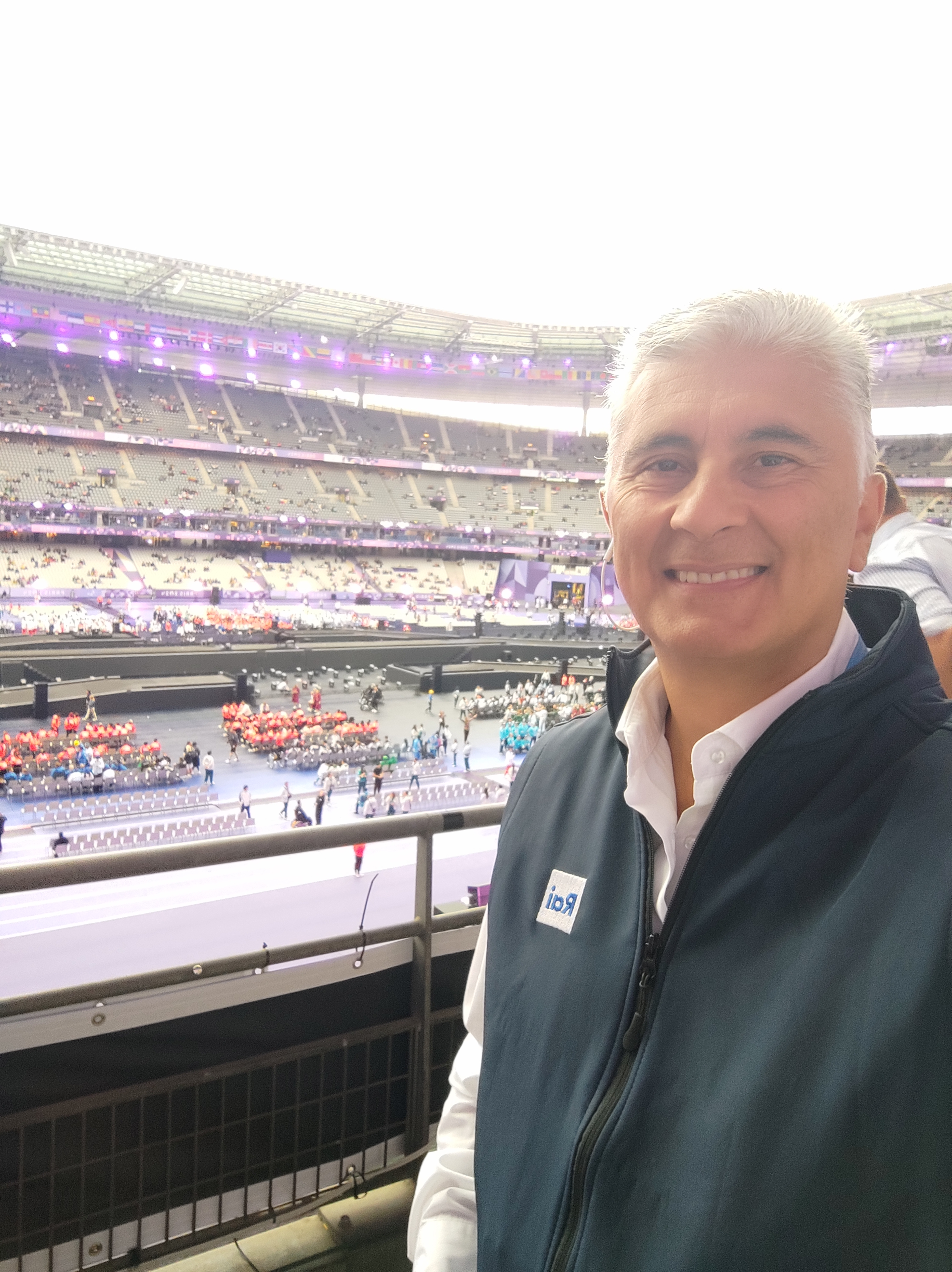
Marco Fantasia alle Paralimpiadi di Parigi 2024

Marco Fantasia (Genova, 9 settembre 1965) è un giornalista e telecronista sportivo italiano.

## Biografia
Entra nel mondo della radiofonia nel 1980 collaborando con Radio Genova Reporter per il calcio dilettantistico. Successivamente passa a Radio Liguria 1 e poi a Radio Genova FM 101. Nel 1985 approda a Radio Babboleo, dove resta per tredici anni. In questo periodo cura le edizioni giornaliere del giornale radio ed effettua le radiocronache in diretta delle partite di Genoa Cricket and Football Club e Unione Calcio Sampdoria in campionato e nelle coppe europee (Coppa dei Campioni e Coppa UEFA). Nel 1998 ottiene il primo contratto presso la TGR Rai-Sede Regionale per la Liguria, nel frattempo collabora con Euronews a Lione per il notiziario sportivo in lingua italiana, con Radio Capital per le radiocronache dai campi di calcio di Serie A, chiamato da Mario Giobbe, e con l'emittente genovese Radio Nostalgia. Fino al 2011, anno della definitiva assunzione in Rai, lavora come redattore nella Sede di Genova e conduce i telegiornali e la rubrica Buongiorno Regione.
Nel 2012 passa alla redazione di Milano di Rai Sport per tornare a occuparsi a tempo pieno di sport e di pallavolo in particolare. Segue per due anni i campionati di volley di A2 e in seguito passa alla Superlega e alla Serie A1 Femminile, lavorando con Andrea Lucchetta, Claudio Galli, Ferdinando De Giorgi, Lorenzo Bernardi, Fabio Vullo. Dalla stagione 2019-2020 segue con telecronache e servizi per i telegiornali il campionato di A1 femminile, con Giulia Pisani come "spalla" tecnica. Ha condotto due edizioni de La Domenica Sportiva Estate e attualmente conduce le edizioni del Tg sportivo delle 11 su Rai2, alternandosi con altri colleghi della redazione di Milano. È stato inviato ai Giochi della XXXI Olimpiade a Rio de Janeiro nel 2016, ai XXIII Giochi olimpici invernali a Pyeongchang nel 2018, ai Giochi della XXXII Olimpiade a Tokyo nel 2021, al Campionato europeo femminile di pallavolo 2021 a Zara e Belgrado, commentando in telecronaca la vittoria finale delle Azzurre, ai Mondiali 2022 in Olanda, dove l'Italia ha conquistato la medaglia di bronzo, al Campionato europeo femminile di pallavolo 2023 in Italia e Belgio. Nel 2024, insieme a Giulia Pisani, ha commentato per Rai2 e RaiSport la vittoria della Nazionale femminile di pallavolo ai Giochi della XXXIII Olimpiade di Parigi. Sempre nel 2024 è stato inviato alle Paralimpiadi di Parigi.
Dopo il trasferimento a Raisport si è occupato con continuità anche di equitazione, atletica leggera, hockey su pista e golf.
È stato insignito del Cavalierato Sportivo dalla Provincia di Genova e ha ricevuto il Premio USSI Liguria Giornalista dell'Anno nel 2012. Nel 2019 e nel 2024 ha ricevuto il premio "Penna del Volley Paolo Brenna" dalla Fipav di Monza-Lecco. Dal gennaio 2025 è membro del Panathlon di Genova. Nel 2024 un suo servizio per la rubrica L'AltraDS sull'atleta Martina Morandi e sulla Fondazione Morandi, ha vinto il premio USSI "Lo sport e chi lo racconta".

## Opere
Nel 2014 pubblica "Una storia sorridente, la RAI di Genova raccontata dalle origini", Internòs edizioni. A settembre 2023 pubblica "Golden Set", edito da LabDFG. Sempre per LabDFG, a dicembre 2024 pubblica "Qui e Ora", dedicato alla Nazionale femminile di pallavolo vincitrice della medaglia d'Oro a Parigi.